# Johann Christoph Allmayer-Beck

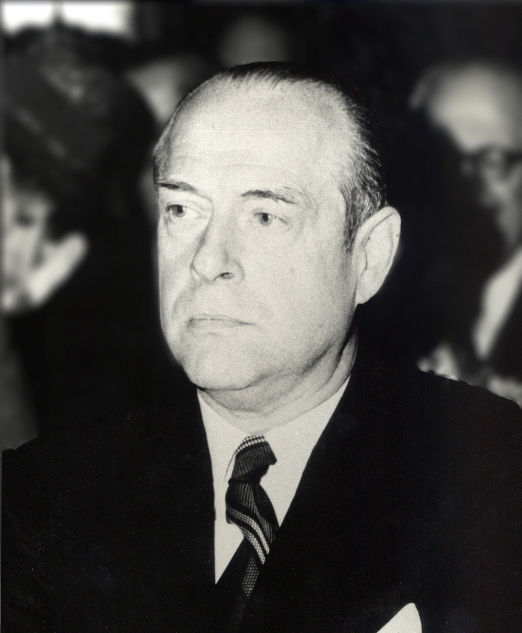
Johann Christoph Allmayer-Beck

Johann Christoph (Freiherr von) Allmayer-Beck (* 19. August 1918 in Baden bei Wien; † 28. April 2017 in Wien) war ein österreichischer Offizier, Militärhistoriker und -schriftsteller. Er galt als „Doyen der österreichischen Militärhistoriker“. Von 1965 bis 1983 war er Direktor des Heeresgeschichtlichen Museums in Wien sowie Präsident der Österreichischen Kommission für Militärgeschichte. Von 1981 bis 1984 war er der erste Präsident des Museumsbundes Österreich.

## Leben

### Herkunft
Allmayer-Beck war Sohn des Ministerialrats im österreichischen Handelsministerium, Max Vladimir Allmayer-Beck (1876–1947), adoptierter Neffe von Max Wladimir von Beck, k.k. Ministerpräsident und Präsident des Rechnungshofs. Er wurde als Freiherr geboren (bis 1919) und legte 1936 die Matura am katholischen Gymnasium Kalksburg im 23. Wiener Gemeindebezirk Liesing ab.

### Militärischer Werdegang
Am 1. September 1936 trat er als Einjährig-Freiwilliger in das Niederösterreichische Leichte Artillerieregiment Nr. 1 des Bundesheeres in Wien ein. Ab dem 1. September 1937 besuchte er die Theresianische Militärakademie in Wiener Neustadt.
Nach dem „Anschluss“ Österreichs wurde er am 1. September 1938 als Oberfähnrich zum Artillerie-Regiment Nr. 21 der Wehrmacht in Mohrungen (Ostpreußen) ausgemustert. Im Verlauf des Zweiten Weltkriegs nahm er in seiner Einheit die Aufgaben eines Regimentsadjutanten und Batteriechefs wahr und war am Überfall auf Polen, Westfeldzug und Deutsch-Sowjetischen Krieg beteiligt. Im Sommer 1944 diente er unter Oberstleutnant Ulrich de Maizière im Stab der 10. Panzer-Grenadier-Division in Bessarabien. Allmayer-Beck besuchte die Kriegsakademie und war Taktiklehrer an der Artillerieschule in Großborn (Pommern). Er nahm an einer „Waffenschulreise“ zum Überblick über die einzelnen Waffengattungen teil, welche er im Jänner 1945 antrat – während dieser Reise wurde Hauptmann d.G. Allmayer-Beck im Mai 1945 bei Berchtesgaden von US-Soldaten gefangen genommen.

### Archivar und Museumsdirektor
Nach der Rückkehr aus der Kriegsgefangenschaft studierte Allmayer-Beck von 1945 bis 1949 an den Universitäten Innsbruck und Wien Geschichte, Geographie und Kunstgeschichte, die Promotion zum Dr. phil. erfolgte 1949 bei Hugo Hantsch zum Thema „Erzherzog Franz Ferdinand und Baron Max Vladimir Beck“. Darüber hinaus absolvierte er von 1948 bis 1950 – als einer der wenigen Neuzeithistoriker – den 45. Ausbildungskurs am Institut für Österreichische Geschichtsforschung (Staatsprüfung).
1950 wurde Allmayer-Beck Archivar im Wiener Kriegsarchiv, dessen stellvertretender Direktor er bis 1956 war, 1961 Leiter der Militärwissenschaftlichen Abteilung des Bundesministeriums für Landesverteidigung. Dort wirkte er am Aufbau der Reihe Für den Kommandanten mit. Von 1965 bis 1983 amtierte er als Wirklicher Hofrat und Direktor des Heeresgeschichtlichen Museums in Wien, mit einer Dauer von 18 Jahren war er damit der bislang längstdienende Direktor des Heeresgeschichtlichen Museums seit dessen Wiedereröffnung 1955.
Er war ferner Gastlehrer an der Landesverteidigungsakademie und Präsident des Militärvereins Alt Neustadt. In den 1970er Jahren belebte er die Österreichische Kommission für Militärgeschichte neu, der er bis 1998 als Präsident vorstand. Danach war er deren Ehrenpräsident. Außerdem war er u. a. Mitglied des Österreichischen P.E.N.-Clubs, des Wiener St. Johanns Clubs (Nachfolger der Vereinigung katholischer Edelleute unter der Patronanz des Malteserordens) und der Rotarier.

### Militärhistorische Veröffentlichungen
Allmayer-Beck galt als eher konservativer Publizist. Sein Werk als Autor hatte wesentlichen Anteil an der Entwicklung der wissenschaftlich fundierten Militärgeschichtsschreibung in Österreich; er „wirkte […] schulebildend auf Forscher und Offiziere“ (Kurt Peball).
Er war von 1964 bis 1982 Herausgeber der Militärhistorischen Schriftenreihe (Österreichischer Bundesverlag für Unterricht, Wissenschaft und Kunst). Ferner war er Mitherausgeber (Werner Hahlweg, Charles B. Burdick, Hans Bleckwenn, Dermot Bradley, Othmar Hackl und Walter Schaufelberger) der 1973 begründeten Studien zur Militärgeschichte, Militärwissenschaft und Konfliktsforschung (Biblio Verlag). Zahlreiche biographische Artikel Allmayer-Becks erschienen in der Neuen Deutschen Biographie.

## Auszeichnungen und Ehrungen
- 1972: Großes Ehrenzeichen für Verdienste um die Republik Österreich[3]
- 1982: Österreichisches Ehrenkreuz für Wissenschaft und Kunst I. Klasse
- 1998: „Goldenes Doktorat“ der Universität Wien
- Ehrenvorsitz der „Gesellschaft der Freunde der Spanischen Hofreitschule“
- Ehrenpräsident der Österreichischen Kommission für Militärgeschichte
- Ehrenmitglied der Österreichischen Gesellschaft für Heereskunde
- Ehrenmitglied der Schweizerischen Vereinigung für Militärgeschichte und Militärwissenschaft

## Schriften (Auswahl)
- Vogelsang. Vom Feudalismus zur Volksbewegung (= Beiträge zur neueren Geschichte des christlichen Österreich). Herold Verlag, Wien 1952.
- Ministerpräsident Baron Beck. Ein Staatsmann des alten Österreich. Verlag für Geschichte und Politik, Wien 1956. (Verlag Oldenbourg, München 1956)
- Otto Schulmeister (Hrsg. unter Mitwirkung von Johann Christoph Allmayer-Beck und Adam Wandruszka): Spectrum Austriae. Herder-Verlag, Wien 1957. (überarbeitete Neuauflage, Molden, Wien u. a. 1980, ISBN 3-217-01087-6)
- Der Konservativismus in Österreich (= Konservative Schriftenreihe. Bd. 4). Isar-Verlag, München 1959.
- Otto Schulmeister (Hrsg. in Gemeinschaft mit Johann Christoph Allmayer-Beck und Erich Lessing): Imago Austriae. Herder, Wien 1963.
- mit Franz Becker (Bearb.): 21. Infanterie-Division. Rußlandfeldzug 1941. Hrsg. vom Traditionsverband/Kameradenhilfswerk e. V. 21. Infanterie-Division Hamburg, Hamburg 1965.
- K.k. österreichischer Militair-Leichen-Conduct um 1855. Krey, Wien 1974.
- Die K.(u.)K.-Armee. 1848–1914. Verlag Bertelsmann, München u. a. 1974, ISBN 3-570-07287-8. (mit Erich Lessing: Sonderausgabe, Prisma-Verlag, Gütersloh u. a. 1980)
- Schein und Wirklichkeit. Das Burgtheater und die K.u.K. Armee. Katalog. Ausstellung anläßlich des Burgtheater-Jubiläums. Heeresgeschichtliches Museum, Wien 1976.
- Die kaiserlichen Kriegsvölker. Von Maximilian I. bis Prinz Eugen, 1479–1718. Bertelsmann, München 1978, ISBN 3-570-00290-X.
- Rupert Feuchtmüller, Christian Brandstätter (Hrsg.): Marksteine der Moderne. Österreichs Beitrag zur Kultur- und Geistesgeschichte des 20. Jahrhunderts (= Molden-Edition). Verlag Molden, Wien u. a. 1980, ISBN 3-217-01057-4.
- Das Heer unter dem Doppeladler. Habsburgs Armeen, 1718–1848. München 1981, ISBN 3-570-04414-9.
- (Verf.): Das Heeresgeschichtliche Museum Wien. Führer durch das Museum. Hrsg. von der Direktion, 4 Bände, Kiesel, Salzburg 1981 ff.

- Band 1: Das Museum, die Repräsentationsräume. 1981, ISBN 3-7023-0113-5.
- Band 2: Saal I. Von den Anfängen des stehenden Heeres bis zum Ende des 17. Jahrhunderts. 1982, ISBN 3-7023-4007-6.
- Band 3: Saal II. Das 18. Jahrhundert bis 1790. 1983, ISBN 3-7023-4012-2.
- Band 4: Saal VI. Die k.(u.)k. Armee von 1867–1914. 1989.

- Der stumme Reiter. Erzherzog Albrecht – der Feldherr „Gesamtösterreichs“. Verlag Styria, Graz u. a. 1997, ISBN 3-222-12469-8.
- Die Geschichte der 21. (ost.-westpr.) Infanterie-Division. Hrsg. vom Traditionsverband der 21. Infanterie-Division Kameradenhilfswerk e. V. Skizzen und Anlage: Heinz Lindner. Schild-Verlag, München 2001, ISBN 3-88014-097-9.
- Peter Broucek, Erwin A. Schmidl (Hrsg.): Militär, Geschichte und politische Bildung. Aus Anlass des 85. Geburtstages des Autors. Böhlau, Wien u. a. 2003, ISBN 3-205-77117-6.
- Militärakademie – Kriegsschule – Fahnenjunkerschule. Wiener Neustadt 1938–1945. Bundesheer, Wien 2006. (Böhlau, Wien u. a. 2010, ISBN 978-3-205-78459-3)
- Vom Gastwirtssohn zum Ministermacher. Anton Beck und seine Brüder. Böhlau Verlag, Wien u. a. 2008, ISBN 978-3-205-78181-3.
- Erwin A. Schmidl (Hrsg.): „Herr Oberleitnant, det lohnt doch nicht!“ Kriegserinnerungen an die Jahre 1938 bis 1945. Böhlau Verlag, Wien u. a. 2013, ISBN 3-205-78891-5.